# Abisso (Smareglia)
Abisso (títol original en italià, en català Abisso) és una obra dramaticomusical en tres actes composta  per Antonio Smareglia sobre un llibret en italià de Silvio Benco. Es va estrenar el 10 de febrer de 1914 al La Scala de Milà.